# Record du monde de natation messieurs du 4 × 50 mètres nage libre
Progression du record du monde de natation sportive messieurs pour l'épreuve du 4 × 50 mètres nage libre (en bassin 25 mètres uniquement).

## Bassin de 25 mètres
| Temps         | Laps    | Athlète            | Naissance | Âge | Nationalité | Compétition               | Lieu     | Date               |
| ------------- | ------- | ------------------ | --------- | --- | ----------- | ------------------------- | -------- | ------------------ |
| 1 min 24 s 89 |         |                    |           |     | Suède       | Championnats d'Europe (f) | Helsinki | 10 décembre 2006   |
|               | 21 s 36 | Stefan Nystrand    | 1981      | 25  |             |                           |          |                    |
|               | 21 s 21 | Petter Stymne      | 1983      | 23  |             |                           |          |                    |
|               | 20 s 96 | Marcus Piehl       | 1985      | 21  |             |                           |          |                    |
|               | 21 s 36 | Jonas Tilly        | 1984      | 22  |             |                           |          |                    |
| 1 min 24 s 19 |         |                    |           |     | Suède       | Championnats d'Europe (f) | Debrecen | 16 décembre 2007   |
|               | 21 s 41 | Petter Stymne      | 1983      | 24  |             |                           |          |                    |
|               | 20 s 97 | Marcus Piehl       | 1985      | 22  |             |                           |          |                    |
|               | 21 s 15 | Per Nylin          |           |     |             |                           |          |                    |
|               | 20 s 66 | Stefan Nystrand    | 1983      | 24  |             |                           |          |                    |
| 1 min 22 s 38 |         |                    |           |     | France      | Championnats d'Europe (s) | Rijeka   | 14 décembre 2008   |
|               | 20 s 77 | Alain Bernard      | 1983      | 25  |             |                           |          |                    |
|               | 20 s 54 | Fabien Gilot       | 1984      | 24  |             |                           |          |                    |
|               | 20 s 95 | Antoine Galavtine  | 1985      | 23  |             |                           |          |                    |
|               | 20 s 12 | Frédérick Bousquet | 1981      | 27  |             |                           |          |                    |
| 1 min 20 s 77 |         |                    |           |     | France      | Championnats d'Europe (f) | Rijeka   | 14 décembre 2008   |
|               | 20 s 64 | Alain Bernard      | 1983      | 25  |             |                           |          |                    |
|               | 20 s 33 | Fabien Gilot       | 1984      | 24  |             |                           |          |                    |
|               | 19 s 93 | Amaury LEVEAUX     | 1985      | 23  |             |                           |          |                    |
|               | 19 s 87 | Frédérick BOUSQUET | 1981      | 27  |             |                           |          | Champions du monde |